# Сулуу-Терек

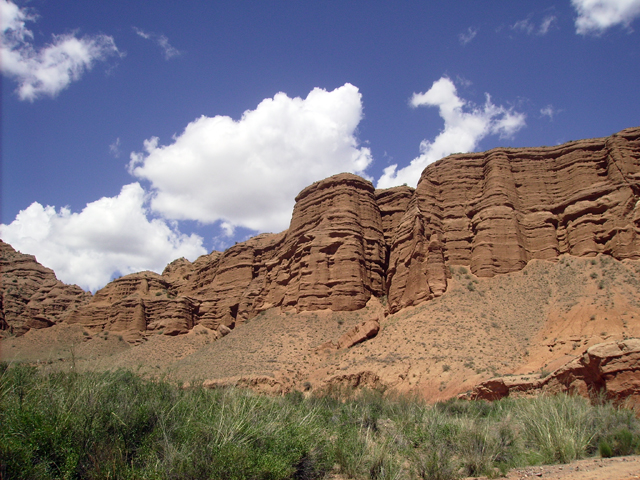
Вид на каньйон із русла річки

Сулуу-Терек (кирг. Сулуу-Терек, Конорчек) — одне з мальовничих місць у горах Киргизького Ала-Тоо.
Каньйони Сулуу-Терека розташовані неподалік від Краснооктябрського мосту, прокладеного в Боомській ущелині на межі Чуйської і Іссик-Кульської областей.
Свою назву Сулуу-Терек (в перекладі з киргизької — «красива тополя») отримав від самотньої сріблястої тополі, що росте серед заплави річки, яка продувається сильними вітрами, вода в якій з'являється лише в період дощів. Це унікальне місце  Киргизького хребта є заплутаною мережею каньйонів, що петляють серед цегляних скель.
Щоб дістатися до каньйонів, потрібно пройти 5-7 км на захід по руслу пересихаючої річки, що впадає в річку Чу на 130-му кілометрі автодороги Бішкек-Каракол (на 250 метрів північніше Краснооктябрського мосту).